# Tommy Rydling
Tommy Rydling, född 13 augusti 1973, frilansjournalist och före detta chefredaktör för den svenska datorspelstidningen Super Play. Han började sin journalistbana i tidningen PC Hemma efter en praktikperiod på förlaget. Sedan dess har han hunnit arbeta som chefredaktör på både Svenska Playstationmagasinet och PC Gamer Special, för att sedan komma till Super Play som redaktör. Där var han kvar och blev i januari 2005 chefredaktör för tidningen. I maj 2007 sade han upp sig för att inleda en karriär som frilansjournalist för tidningar som Svenska Dagbladet, Super Play, Din Teknik, Svenska PC Gamer och Gate Report.
Tommy Rydling är även lärare vid Stockholms improvisationsteater och skådespelare i ensemblen Under Konstruktion.